# هوندا سي بي 500 توين
هوندا سي بي 500 توين(بالإنجليزية: Honda CB500 twin)‏ هي دراجة نارية من تصنيع هوندا.